# Rio Bolo
O Rio Bolo é um rio da Romênia afluente do Rio Şumuleul Mare, localizado no distrito de Harghita.